# Vlčí kůže
Vlčí kůže je nedokončený psychologický román Jaroslava Havlíčka, dějově navazující na Petrolejové lampy. Z románu byla napsána pouze první kapitola (Šelma hladoví) a další dvě zůstaly pouze v poznámkách. Vlčí kůži začal psát Havlíček v roce 1939, ale kvůli svému úmrtí v roce 1943 ji nedopsal. Nedokončené torzo románu vyšlo s předmluvami a doslovem objasňujícím okolnosti a souvislosti v roce 1967 zásluhou editora Josefa Rumlera.
Kniha má opět autobiografické prvky čerpající z Havlíčkova rodného města Jilemnice a jeho vojenské služby v Kadani.

## Děj

### Šelma hladoví
První část románu je situována do Kadaně roku 1917, kam přijíždí z fronty zraněný Jenda Pavlík, syn učitele Pavlíka, který se ucházel o ruku Štěpky Kiliánové. V Kadani slouží také Alois Trakl, neschopný protekční úředník známý již z Petrolejových lamp, jako jednoroční dobrovolník a Kverka, Jendův strýc, který Trakla nenávidí (byl mu nadřízeným v městské spořitelně). Trakl bere vojnu vážně, chce se dostat do důstojnické školy, je to však smolař a zlomyslný sobec, je mezi dalšími jednoročáky nenáviděn a šikanován. 
Trakl se na jednu noc v Kadani spustí s nehezkou a hloupou služebnou Gretchen. Myslí si, že jej nikdo nevidí, avšak situaci pozorně sledují Jenda Pavlík s Kverkou. Tato epizoda, bohužel napsaná jen v poznámkách, spustí další vlnu událostí. 
Alois Trakl propadne u důstojnické zkoušky a je poslán na frontu. Před odjezdem jej však zachrání Jenda Pavlík, který díky svým kontaktům na lékaře zajistí Traklovi opušťák. Ten se tak vrací do Jilemnice.

### Tučné sousto
Druhá a třetí část se dochovala již jen jako Havlíčkův náčrt událostí. Alois Trakl se vrací do Jilemnice, ve které mezitím umírá druhý manžel Štěpky Malinové, Jan Malina. Kromě smrti manžela musí také čelit hladovým občanům i uprchlíkům z fronty, kteří u ní žebrají o chléb. Trakl s ní naváže důvěrný vztah, který vyvrcholí žádostí o ruku. Ta po delším přemýšlení nakonec přijímá a vdává se potřetí.
„Potřetí nevěstou. Účetní Alois Trakl, novomanžel Štěpánky, rozené Kiliánové, po matce a pak primo i secundo voto Malinové, počítá, co vydělal. Hle, jak vzrostla cena nevěstina! Prvnímu ženichovi, skákavému hejtmanovi, představovala sestřenka Štěpka pokrytí směnky za prohýřené mládí, druhému, lakotnému sedlákovi Janovi, znamenala druhou polovinu Vejrychovska, pro třetího, Trakla, představuje Vejrychovsko celé se vším všudy.“
Osudy dalších postav se dozvídáme zejména z dopisů z vojny. Jenda Pavlík je na frontě, Kverka byl převelen do Žatce jako hlídač drah.

### Ovce je zadávena a vlk vykoupen
Starší bratr Jendy Pavlíka, Jindra, se vrací do Jilemnice. Kverka se na čtrnáct dní vrací ze své služby v Žatci. Štěpka Traklová zjišťuje, že ani Alois Trakl nenaplní její sen o vlastním dítěti. Ve spořitelně se objevuje cizí služka s dítětem. Jde o Gretchen, která hledá Trakla. Ten ji ovšem odmítá a nezná se k ní. 
Později dojde k sebevraždě na kolejích. Služka s dítětem skočí pod vlak, dítě však přežije. Ujímá se jej Štěpka, která naplňuje své touhy po dítěti. Kverka, který však ví o Traklově románku s Gretchen, vše prozradí Štěpce a Trakl je díky tomu zcela pokořen. Štěpka si i přes to dítě, děvčátko, nechá. Jenda Pavlík se mezitím vrací z fronty.

## Pokračování
Na román měla navazovat ještě třetí kniha, která by zakončila trilogii života Štěpky Kiliánové. V Havlíčkových poznámkách byla označena názvem „Vykopnuté dveře“ a měla se odehrávat po smrti Štěpky Kiliánové, v roce 1938. Kniha měla sledovat osudy rodiny Traklovy a Pavlíkovy během obsazování pohraničí. Řešit se měla i národní otázka. Poznámky k této knize jsou však velmi kusé, nelze z nich tedy moc vyvozovat, jakým směrem by se děj ubíral.